# Berdía
Berdía (llamada oficialmente Santa Mariña de Verdía) es una parroquia española del municipio de Santiago de Compostela, en la provincia de La Coruña, Galicia.

## Geografía
Está atravesada por gran cantidad de pequeños ríos, en los que hay antiguos molinos de piedra, la mayoría en estado ruinoso. Zona boscosa de gran belleza, con gran cantidad de senderos, lo que la hace idónea para la práctica de senderismo y mountain bike.

## Entidades de población
Entidades de población que forman parte de la parroquia:
- Eirexe[4] (A Eirexe)
- Estación de Verdía
- Insuas
- Lobra
- Quintáns.[5] En el INE aparece como Quintáns de Verdía.
- Verdía de Abaixo
- Verdía de Arriba
- Vilar de Outeiro

## Demografía
| Gráfica de evolución demográfica de Berdía entre 2000 y 2019 |
|                                                              |
| Datos según el nomenclátor publicado por el INE.             |

## Monumentos
Entre sus monumentos destaca la antigua estación de tren, reconvertida en Centro Socio-Cultural, y la iglesia románica dedicada a Santa Mariña, patrona del lugar.

## Festividades
Sus fiestas patronales en honor de Santa Mariña se celebran los días 18 y 19 de julio.